# اچ‌ام‌اس دراگن (۱۸۷۸)
اچ‌ام‌اس دراگن (۱۸۷۸) (به انگلیسی: HMS Dragon (1878)) یک کشتی بود که طول آن ۱۷۰ فوت (۵۲ متر) بود. این کشتی در سال ۱۸۷۸ ساخته شد.